# Željka Nikolić
Željka Nikolić (n. 12 iulie 1991, în Priboj, RSF Iugoslavia) este o handbalistă din Serbia care joacă pentru echipa românească SCM Craiova pe postul de extremă dreapta. Ea este și componentâ a echipei naționale a Serbiei.
Nikolić a început să joace handbal la echipa ŽRK Priboj și a trecut apoi pe la ŽRK Crvena Zvezda, ORK Vrnjačka Banja, ŽORK Jagodina și ŽRK Biseri, înainte de a fi cooptată de ŽRK Budućnost. Alături de clubul din Podgorica, Željka Nikolić a ajuns de două ori în finala Ligii Campionilor EHF, pe care a câștigat-o în 2012 și 2015.

## Palmares
- Liga Campionilor EHF:
  -  Câștigătoare: 2012, 2015
  - Finalistă: 2014
  - Sfertfinalistă: 2024
  - Optimi de finală: 2021
  - Calificări: 2010, 2019

- Liga Europeană:
  - Sfertfinalistă: 2022

- Cupa EHF:
  -  Câștigătoare: 2018
  - Grupe: 2019
  - Turul 2: 2010, 2020

- Liga Națională:
  -  Câștigătoare: 2024
  -  Medalie de bronz: 2021

- Cupa României:
  -  Câștigătoare: 2020, 2024
  -  Finalistă: 2017

- Supercupa României:
  -  Câștigătoare: 2020, 2023
  -  Finalistă: 2017

- Campionatul Muntenegrului:
  -  Câștigătoare: 2012, 2013, 2014, 2015

- Cupa Muntenegrului:
  -  Câștigătoare: 2012, 2013, 2014, 2015

- Liga regională:
  -  Câștigătoare: 2013

## Statistică goluri și pase de gol
Conform Federației Europene de Handbal și Federației Internaționale de Handbal:
| Sezon                          | Echipă | Goluri |
| ------------------------------ | ------ | ------ |
|                                |        |        |
| 2016-17                        |        |        |
| SCM Craiova                    | 93     |        |
|                                |        |        |
| 2017-18                        |        |        |
| SCM Craiova                    | 107    |        |
|                                |        |        |
| 2018-19                        |        |        |
| SCM Craiova                    | 76     |        |
|                                |        |        |
| 2019-20                        |        |        |
| SCM Craiova                    | 45     |        |
|                                |        |        |
| 2020-21                        |        |        |
| SCM Râmnicu Vâlcea             | 51     |        |
|                                |        |        |
| 2021-22                        |        |        |
| SCM Râmnicu Vâlcea             | 81     |        |
|                                |        |        |
| 2022-23                        |        |        |
| CS Gloria 2018 Bistrița-Năsăud | 41     |        |
|                                |        |        |
| 2023-24                        |        |        |
| CSM București                  | 30     |        |

| Sezon                            | Echipă     | Goluri |
| -------------------------------- | ---------- | ------ |
|                                  |            |        |
| 2016-17                          |            |        |
| SCM Craiova                      | 24         |        |
|                                  |            |        |
| 2017-18                          |            |        |
| SCM Craiova                      | -          |        |
|                                  |            |        |
| 2018-19                          |            |        |
| SCM Craiova                      | 6          |        |
|                                  |            |        |
| 2019-20                          |            |        |
| SCM Craiova / SCM Râmnicu Vâlcea | 5 / 5 (10) |        |
|                                  |            |        |
| 2020-21                          |            |        |
| SCM Râmnicu Vâlcea               | 11         |        |
|                                  |            |        |
| 2021-22                          |            |        |
| SCM Râmnicu Vâlcea               | 16         |        |
|                                  |            |        |
| 2022-23                          |            |        |
| CS Gloria 2018 Bistrița-Năsăud   | 6          |        |

| Sezon              | Echipă | Goluri |
| ------------------ | ------ | ------ |
|                    |        |        |
| 2016-17            |        |        |
| SCM Craiova        | -      |        |
|                    |        |        |
| 2019-20            |        |        |
| SCM Râmnicu Vâlcea | 2      |        |
|                    |        |        |
| 2022-23            |        |        |
| CSM București      | 3      |        |

| Ediția          | Echipă | Goluri | Pase de gol |
| --------------- | ------ | ------ | ----------- |
|                 |        |        |             |
| Slovacia 2007   |        |        |             |
| Serbia junioare | 24     | 3      |             |

| Ediția          | Echipă | Goluri | Pase de gol |
| --------------- | ------ | ------ | ----------- |
|                 |        |        |             |
| Slovacia 2008   |        |        |             |
| Serbia junioare | 20     | 8      |             |

| Ediția         | Echipă | Goluri | Pase de gol |
| -------------- | ------ | ------ | ----------- |
|                |        |        |             |
| Ungaria 2009   |        |        |             |
| Serbia tineret | 34     | 9      |             |

| Ediția             | Echipă | Goluri | Pase de gol |
| ------------------ | ------ | ------ | ----------- |
|                    |        |        |             |
| Coreea de Sud 2010 |        |        |             |
| Serbia tineret     | 1      | -      |             |

| Ediția         | Echipă | Goluri | Pase de gol |
| -------------- | ------ | ------ | ----------- |
|                |        |        |             |
| Suedia 2016    |        |        |             |
| Serbia         | 7      | 1      |             |
|                |        |        |             |
| Franța 2018    |        |        |             |
| Serbia         | -      | -      |             |
|                |        |        |             |
| Danemarca 2020 |        |        |             |
| Serbia         | 5      | -      |             |

| Ediția        | Echipă | Goluri | Pase de gol |
| ------------- | ------ | ------ | ----------- |
|               |        |        |             |
| Germania 2017 |        |        |             |
| Serbia        | 8      | 1      |             |
|               |        |        |             |
| Japonia 2019  |        |        |             |
| Serbia        | 33     | 1      |             |

| Sezon                | Echipă | Goluri |
| -------------------- | ------ | ------ |
|                      |        |        |
| 2009-10 (Calificări) |        |        |
| ORK Vrnjačka Banja   | -      |        |
|                      |        |        |
| 2011-12              |        |        |
| ŽRK Budućnost        | -      |        |
|                      |        |        |
| 2012-13              |        |        |
| ŽRK Budućnost        | 2      |        |
|                      |        |        |
| 2013-14              |        |        |
| ŽRK Budućnost        | -      |        |
|                      |        |        |
| 2014-15              |        |        |
| ŽRK Budućnost        | 6      |        |
|                      |        |        |
| 2018-19 (Calificări) |        |        |
| SCM Craiova          | 7      |        |
|                      |        |        |
| 2020-21              |        |        |
| SCM Râmnicu Vâlcea   | 11     |        |
|                      |        |        |
| 2023-24              |        |        |
| CSM București        | 21     |        |

| Sezon      | Echipă | Goluri |
| ---------- | ------ | ------ |
|            |        |        |
| 2010-11    |        |        |
| ŽRK Biseri | 10     |        |

| Sezon              | Echipă | Goluri |
| ------------------ | ------ | ------ |
|                    |        |        |
| 2021-22            |        |        |
| SCM Râmnicu Vâlcea | 33     |        |

| Sezon              | Echipă | Goluri |
| ------------------ | ------ | ------ |
|                    |        |        |
| 2009-10            |        |        |
| ORK Vrnjačka Banja | 12     |        |
|                    |        |        |
| 2017-18            |        |        |
| SCM Craiova        | 45     |        |
|                    |        |        |
| 2018-19            |        |        |
| SCM Craiova        | 7      |        |
|                    |        |        |
| 2019-20            |        |        |
| SCM Craiova        | 12     |        |